# Monarca-do-taiti
O monarca-do-taiti (Pomarea nigra) é uma espécie de ave da família dos monarquídeos. É nativo da Polinésia Francesa. Seu habitat natural são somente quatro vales tropicais ou subtropicais úmidos no Taiti. O monarca-do-taiti é ameaçado pelo desmatamento, e estima-se cerca de 25 a 100 indivíduos vivos na natureza.